# 天主教巴勒延戈代教区
天主教巴勒延戈代教區（拉丁語：Dioecesis Palayamkottaiensis）是羅馬天主教的一個教區，位於印度泰米爾納德邦南部，受馬杜賴總教區管轄。
教區成立於1973年6月12日。2004年有教友123,789名，佔轄區總人口百分之4.7。由七十八名司鐸名管理三十八個堂區。現任教區主教為安滕尼薩米·舍沃里穆圖，榮休主教為猶達·吉拉·保羅拉傑。